# Небане Йоганнис
Небане Йоганнис — самопроголошений імператор Ефіопії (1709 — липень 1710) за часів правління Тевофлоса.

## Життєпис
Його підтримував Сатуні Йоганнис (був причетний до вбивства попереднього імператора Текле Гайманота I, племінника Тевофлоса). Був схоплений під час втечі до Ебенату, й після того як йому відрізали ніс та вуха, відпустили.